# Ribeyrolles 1918
Ribeyrolles 1918 — французская экспериментальная автоматическая винтовка под экспериментальный патрон 8×35 мм. Создана в 1918 году инженером Рибейролем — одним из конструкторов пулемёта Chauchat. Патрон 8×35 мм создан на базе «среднего охотничьего» .351 Winchester путем переобжатия гильзы под пулю 8 × 50 мм R Лебель и по своим характеристикам близок к промежуточным, что даёт основание считать автоматический карабин Рибейроля одним из предшественников современных автоматов. Никогда активно не использовался в боевых действиях, за исключением некоторых, очень ограниченных тестов на поле боя в конце Первой мировой войны.

## История и конструкция
Велосипедная фабрика «Гладиатор», в которой работали три проектировщика — Поль Рибероль (фр. Paul Ribeyrolles), Шарль Сюттэ (фр. Charles Sutter) и Луи Шоша́ (фр. Louis Chauchat) — производила один из самых важных и успешных видов оружия Первой мировой. Трио начало работу над будущим ручным пулемётом Шоша ещё до войны, позже оно спроектировали полуавтоматическую винтовку RSC M1917. С фабрики «Гладиатор» вышло ещё несколько образцов полностью автоматического оружия, но, возможно, самым важным из них, хоть и малоизвестным, был автоматический карабин Рибероля, признанный многими первой настоящей штурмовой винтовкой.
До Первой мировой войны и во время неё Франция в больших количествах покупала американские самозарядные винтовки Winchester Model 1907 под патентованный промежуточный патрон калибра 0,351 дюйма — .351 Winchester Self-Loading, который по поражающей силе находился между винтовочными и пистолетными патронами. Многие модели Winchester Model 1907 очень эффективно применялись в окопной войне как «протоштурмовые винтовки», это оружие и боеприпасы к нему и вдохновили французских оружейников.
Поль Рибейроль был генеральным управляющим фабрики «Гладиатор» и с 1916 года он возглавил проектирование автоматического карабина и экспериментальных промежуточных патронов 8×35 мм «Рибероль». Патрон представлял собой 8-мм пулю Лебеля в суженной гильзе калибра 0,351 дюйма от Winchester Model 1907 — это был первый в истории настоящий промежуточный патрон. Само оружие было выполнено в виде компактного карабина со свободным затвором, отсоединяемым коробчатым магазином на 25 патронов, переключателем режима огня (автоматический и полуавтоматический), а также складывающимся сошками и выступом для крепления штыка Бертье. Таким образом, карабин Рибейроля примерно за 30 лет до появления StG 44 и автомата Калашникова удовлетворял всем современным требованиями, предъявляемым к штурмовым винтовкам. Русский автомат Фёдорова был спроектирован несколькими годами ранее карабина Рибейроля и использовал винтовочный патрон 6,5×50 mm SR Arisaka, оспаривая таким образом титул первой автоматической винтовки.
Первое военное испытание карабина Рибероля произошло в июле 1918 года, но, в отличие от модели RSC M1917, он не был немедленно принят на вооружение — важное отличие состояло в том, что RSC M1917 использовал стандартные 8-мм патроны Лебеля, что значительно упрощало логистику доставки боеприпасов. Карабин Рибероля продолжал испытываться до конца войны и некоторые источники утверждают, что он был одобрен для испытания на передовой. Было обнаружено, что предельная дальность действительного огня у патронов 8×35 мм «Рибейроль» — 400 метров, что в то время считалось неудовлетворительным. Кроме того, были жалобы на вес оружия, что удивительно, учитывая, что без патронов он составлял 5,1 кг — пулемёт Шоша был тяжелее почти вдвое, а MP18 легче всего на килограмм или около того.
Сегодня дальность действительного огня в 400 метров считается вполне приемлемой для штурмовых винтовок, но в то время это значение, вкупе с тем фактом, что карабин снабжался сошками, давало понять, что в первую очередь оружие предназначалось для поддержки взводов, как ручные пулемёты той эпохи. Это неудивительно — сама концепция штурмовой винтовки оформилась только к концу Второй мировой войны, когда некоторые армии наконец признали, что дистанция эффективного огня ограничена видимостью солдат в камуфляже, а не баллистикой их оружия (а насыщение войск ротными и батальонными миномётами практически освободило пулемёты от огня по площадным целям). В 1921 году французская армия окончательно отказалась от карабина Рибероля. Возможно, он был представлен военным слишком рано и мог бы получить куда более тёплый приём, если бы в то время специалисты лучше понимали возможности его применения.

## Отражение в культуре и искусстве

### В компьютерных играх
«Ribeyrolles 1918» фигурирует в компьютерной игре Battlefield 1 с выходом дополнения «Они не пройдут» (англ. They Shall Not Pass), как оружие для класса «Штурмовик». В декабре 2018 года автоматический карабин Ribeyrolles 1918 появился в Battlefield V.